# Municipio de Kimball (Minnesota)
El municipio de Kimball (en inglés: Kimball Township) es un municipio ubicado en el condado de Jackson en el estado estadounidense de Minnesota. En el año 2010 tenía una población de 129 habitantes y una densidad poblacional de 1,39 personas por km².

## Geografía
El municipio de Kimball se encuentra ubicado en las coordenadas 43°47′50″N 94°55′28″O / 43.79722, -94.92444. Según la Oficina del Censo de los Estados Unidos, el municipio tiene una superficie total de 93.06 km², de la cual 92,94 km² corresponden a tierra firme y (0,14 %) 0,13 km² es agua.

## Demografía
Según el censo de 2010, había 129 personas residiendo en el municipio de Kimball. La densidad de población era de 1,39 hab./km². De los 129 habitantes, el municipio de Kimball estaba compuesto por el 96,12 % blancos, el 3,88 % eran de otras razas. Del total de la población el 5,43 % eran hispanos o latinos de cualquier raza.